# Halimione portulacoides
Halimione portulacoides es una especie de arbusto perteneciente a la familia Amaranthaceae.

## Descripción

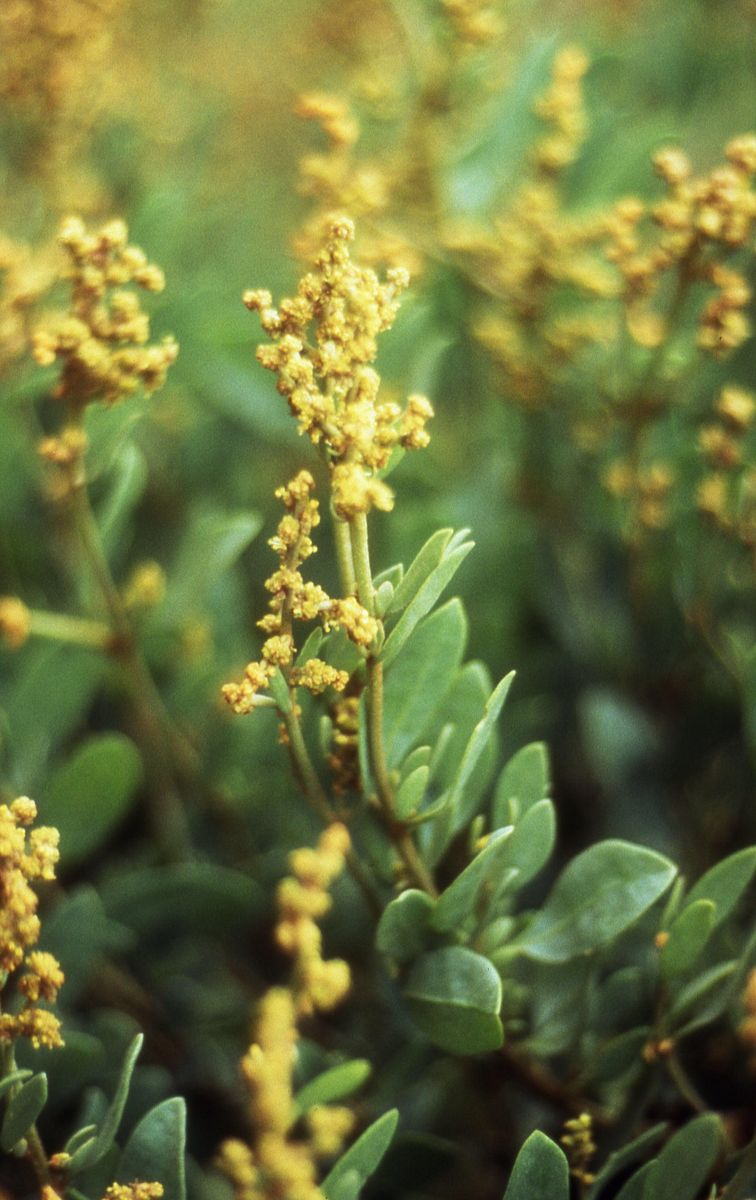
Halimione portulacoides en floración

Es un pequeño arbusto grisáceo-verdoso, ampliamente distribuido en Eurasia templada y partes de África. Es halófita, y se halla en saladares y dunas, y usualmente es inundada en la pleamar.
Alcanza 8 dm de altura; siempreverde, y en climas norteños templados florece de julio a septiembre. Flores monoecias, y se polinizan anemófilamente.
Las hojas comestibles pueden comerse crudas en ensaladas o cocidas como verdura. Son gruesas y suculentas con una buena textura crujiente, y una natural desalación.
Su número cromosómico es de 2n = 36

## Taxonomía
Halimione portulacoides fue descrita por  (L.) Aellen, y publicado en Verh. Nat. Ges. Basel 1937-8, xlix. 126 (1938).
Sinonimia
- Atriplex portulacoides L.
- Obione portulacoides (L.) Moq.

## Nombres comunes
- cenizo blanco, ceñiglo blanco, sabonera, sayón, verdolaga marítima.[2]